# 敦白客运专线
敦白客运专线，正式名称为沈佳高铁白敦段，是一条位于中华人民共和国吉林省延边朝鲜族自治州境内的高速铁路，线路起自长珲城际铁路敦化站，经敦化南站、永庆站、至长白山站，全长111公里，总投资130.34亿元。全线已于2021年12月24日开通运营。

## 历史
2016年5月18日，新建敦化至白河铁路客运专线第二次环评信息公示。同年9月初，原吉林省环境保护厅审查并批复了项目环境影响报告书。
2017年5月10日，全线可行性研究报告获有关部门共同批复。因敦化枢纽工程发生变动，同月5月27日，变更工程范围后的环评对外公示，6月6日补充环评获得批复。次日，中国铁路总公司和吉林省人民政府共同批复了线路初步设计。8月8日，敦白客运专线正式开工。
2018年4月，项目全线开工。
2019年5月15日，全线首榀箱梁成功架设。
2020年6月17日，敦白客专全线高风险隧道新安隧道成功贯通，23日，全线最长隧道，东青隧道成功贯通。7月4日，敦白客专白河特大桥顺利合龙，全线架梁贯通。8月20日，全线启动铺轨建设。10月18日，全线10座隧道顺利贯通。
2021年4月10日，敦白客专全线铺轨完成。5月14日，中国最长的42号高速道岔于敦白客专成功引入既有长珲城际铁路。8月26日，全线进入联调联试阶段。10月29日，进入按图试运行阶段。12月24日，全线开通运营。

## 车站
全线设长白山站、永庆站、敦化南站、敦化站4座车站，其中敦化站为既有车站，其余车站为新建车站（敦化南站为预留站）。
| 沈佳高速铁路白敦段 |          |          |                           |                                          |         |          |              |
| 所在地区           | 所在地区 | 车站     | 长白山站起计里程 （公里） | 连接铁路                                 | 规模    | 车站等级 | 备注         |
| 延边朝鲜族自治州   | 安图县   | 长白山站 | 0                         | 浑白铁路 白和铁路 沈白客运专线（建设中） | 5台12线 | 三等站   | 原址迁建     |
| 延边朝鲜族自治州   | 安图县   | 永庆站   | 30                        |                                          | 2台4线  |          |              |
| 延边朝鲜族自治州   | 敦化市   | 敦化南站 | 99                        |                                          | 4线     |          | 预留车站     |
| 延边朝鲜族自治州   | 敦化市   | 敦化站   | 111                       | 长图铁路                                 | 4台11线 | 二等站   | 经白敦联络线 |